# Chicagoer Schule (Architektur)

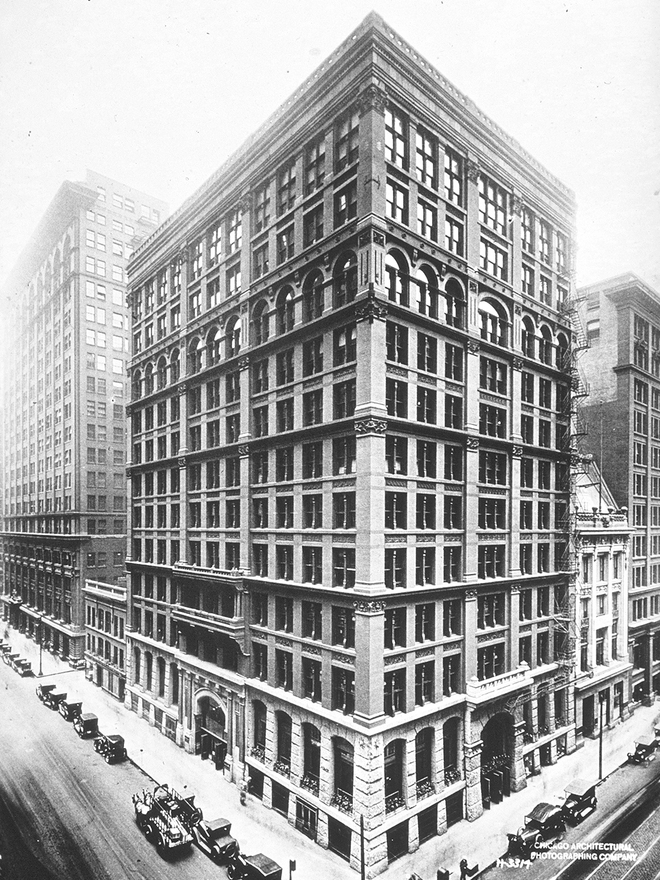
Home Insurance Building

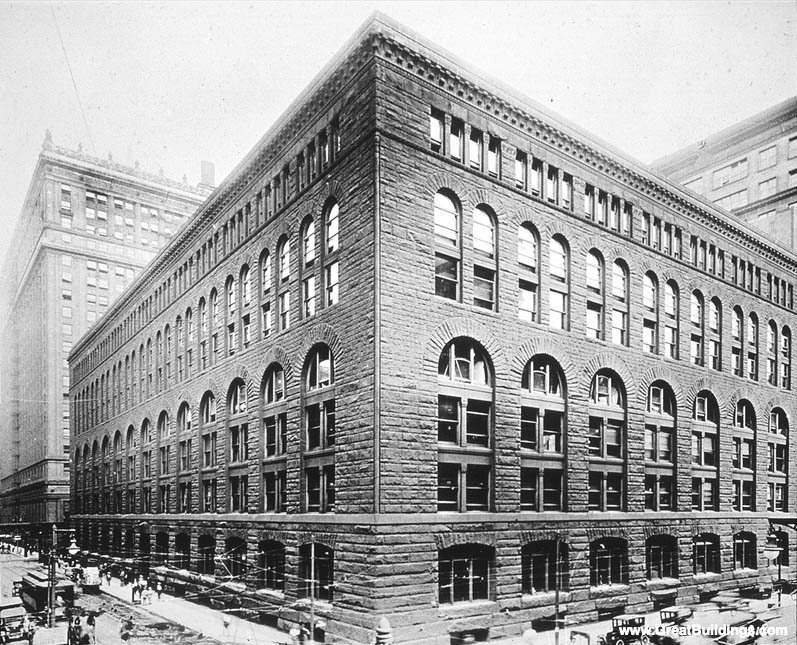
Marshall Fields Wholesale Store

Die Chicagoer Schule (im Sinne von Denkschule) ist eine Architekturstilausprägung, die im Chicago des späten 19. Jahrhunderts entstanden ist und die ersten Hochhäuser, damals englisch skyscraper (Wolkenkratzer) genannt, hervorgebracht hat (heute bedeutet der Begriff Wolkenkratzer ein viel höheres Gebäude als damals) und frühe Stahlrahmenkonstruktion beim Bau von Bürogebäuden und Fabriken einsetzte. Seine Ästhetik steht in Einklang mit der klassischen Moderne in Europa.
Beim Brand von Chicago im Oktober 1871 wurden große Teile der damals noch überwiegend aus Holz errichteten Stadt vernichtet. Nachdem in den Jahren zuvor die Voraussetzungen für eine neue Hochhausarchitektur entwickelt worden waren (feuergeschützter Stahlskelettbau, verbesserte Gründungsmöglichkeiten und der Sicherheitsfahrstuhl), bot sich den Architekten in Chicago die Möglichkeit, diese hier auf breiter Front einzusetzen.
Ein Mitglied der Chicagoer Schule, der Architekt Louis Sullivan gliedert ein Bürohochhaus in drei Bereiche. Im Erdgeschoss befinden sich Läden und die Erschließung der folgenden Büroetagen. Die oberste Etage dient teilweise der Haustechnik. Entsprechend der Nutzung gliedert er die Fassade wie eine klassische Säule in drei Bereiche: Basis, Schaft und Kapitell.
Typisch für die Chicagoer Schule wurden große Schaufensterflächen im Erdgeschoss, ermöglicht durch das tragende Eisenskelett und eine Fassadengestaltung im Bürobereich mit großen, reihenartig angeordneten Fenstern unterbrochen von glatten, sachlichen Steinpfeilern ohne Ornamente. Die oberste Etage (Haustechniketage) wurde häufig als Attika ausgeführt.
Insbesondere in Chicago und New York City wurden in den folgenden Jahren in immer schnellerer Folge immer höhere Gebäude errichtet, so dass es in den Straßen zunehmend dunkel wurde. Aus diesem Grund schlug der Architekt Ernest Flagg 1898 vor, unmittelbar an der Straße nur noch Gebäudeteile mit einer begrenzten Höhe zuzulassen. In New York wurde dieser Vorschlag 1916 als Zoning Resolution in die Bauordnung aufgenommen und führte in der Folge zu treppenartig von der Straße aus aufsteigenden Hochhäusern.

## Wichtigste Architekten

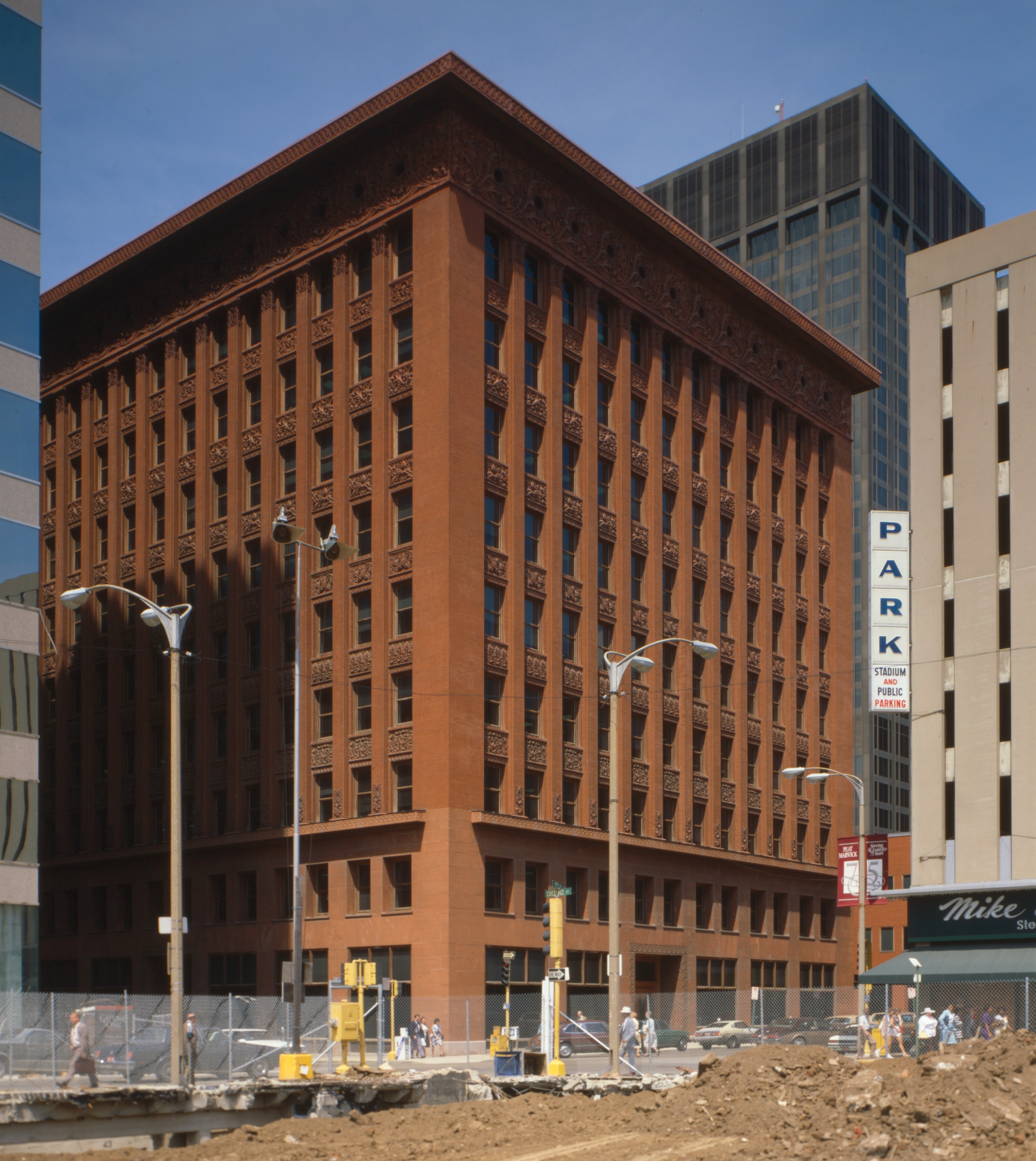
Wainwright Building St. Louis

- Dankmar Adler
- Solon S. Beman
- Daniel H. Burnham
- William Holabird
- William Le Baron Jenney
- Henry Hobson Richardson
- John W. Root
- Martin Roche
- Louis H. Sullivan
- Frank Lloyd Wright

## Wichtigste Gebäude (Auswahl)
- Pullman Building, Solon S. Beman, Chicago, 1883
- The Montauk, Burnham & Root, Chicago, 1883
- Home Insurance Building, W. Le Baron Jenney, Chicago, 1884
- Marshall Field Wholesale Store, H. H. Richardson, Chicago, 1885
- Prudential Building vormals Guaranty Building bis 1898, Buffalo, Adler & Sullivan 1886 Louis Sullivan’s Guaranty Building
- Rookery Building, Burnham & Root, Chicago 1888
- Walker Warehouse, Adler & Sullivan, Chicago, 1888 (abgerissen 1953) Photo in the Art Institute of Chicago Archives
- Tacoma Building, William Holabird & Martin Roche, Chicago, 1889
- Auditorium Building, Adler & Sullivan, Chicago, 1887–1889
- Masonic Temple (Chicago), J. W. Root & D. H. Burnham, Chicago, 1890
- Manhattan Building, W. Le Baron Jenney, Chicago, 1891
- Wainwright Building, L. H. Sullivan & D. Adler, St. Louis, 1890–1891
- Reliance Building, J. W. Root († 1891) & D. H. Burnham, Chicago, 1890–1895 (vollendet von Charles B. Atwood nach John Roots Tod)
- Warenhaus Carson Pirie Scott, L. H. Sullivan (1899–1903/04)
- Chicago Stock Exchange, Louis Sullivan & Dankmar Adler, 1893–1894 (abgerissen 1973)[1]